# Stjepan I. Kotromanić
Stjepan I. Kotroman (* vor 1270; † nach 1310) war ab etwa 1287 der Ban von Bosnien unter ungarischer Oberhoheit. Nach ihm wurde die Dynastie Kotromanić benannt.

## Leben und Wirken
Stjepan I. Kotroman war der Sohn von Prijezda I. († um 1287) und regierte zumindest zeitweilig zusammen mit seinem Bruder Prijezda II. In einem Brief, welchen Papst Nikolaus IV. 1290 schickte, wird Stjepan I. neben Prijezda II. als Ban Bosniens (banus Bosnae) erwähnt. Bald starb Prijezda II., und Stjepan I. übernahm daraufhin die Macht. Erstmals in Quellen fassbar wird Stjepan anlässlich seiner Hochzeit. Sein Vater Prijezda I. verheiratete Stjepan I. Kotroman mit Elisabeth, einer Tochter des serbischen Königs Stefan Dragutin, im Jahre 1284. Drei Jahre später wurde die Schwester von Stjepan I. Kotroman, Katarina, an den slawonischen Magnaten Ladislav Babonić verheiratet.
Als sich 1299 der Knez Pavao I. Bribirski als Herrscher Bosniens (dominus Bosnae) bezeichnete und sich Knez Hrvatin, Herrscher der Donji krajevi („untere Länder“) auf dem Gebiet von Vrbas, ihm unterwarf, verwaltete Stjepan I. nur einen Teil des mittleren Bosnien.
Nach einer Niederlage Stjepans I., welche ihm der bosnische Ban Mladen I. Bribirski (1302–1304) im Jahre 1302 an der Drina zufügte, wird Stjepan in Quellen nicht mehr erwähnt. Er starb vermutlich zwischen 1310 und 1314, als seine aus Bosnien geflohene Familie gemäß Mavro Orbini in Dubrovnik eintraf.